# 北条郵便局 (愛媛県)
北条郵便局（ほうじょうゆうびんきょく）は、愛媛県松山市にある郵便局。民営化前の分類では集配普通郵便局であった。

## 概要
住所：〒799-2499 愛媛県松山市北条辻176

## 沿革
- 1872年8月4日（明治5年7月1日） - 北条郵便取扱所として開設[1]。
- 1875年（明治8年）1月1日 - 北条郵便局（五等）となる。
- 1880年（明治13年） - 為替取扱を開始。
- 1881年（明治14年） - 貯金取扱を開始。
- 1897年（明治30年）4月16日 - 北条郵便電信局となる。
- 1903年（明治36年）4月1日 - 通信官署官制の施行に伴い北条郵便局となる。
- 1957年（昭和32年）2月1日 - 浅海郵便局[2]から電話交換事務を移管[3]。
- 1959年（昭和34年）6月7日 - 電話交換事務を北条電報電話局に移管。
- 1959年（昭和34年）7月1日 - 柳原郵便局から集配業務を移管。
- 1960年（昭和35年）10月15日 - 特定郵便局から普通郵便局に局種別改定。
- 1964年（昭和39年）3月31日 - 和文電報配達事務を北条電報電話局に移管。
- 1978年（昭和53年）11月13日 - 北条市辻から同市南河原に移転。
- 1979年（昭和54年）6月25日 - 立岩郵便局[4]から集配業務を移管。
- 2000年（平成12年）8月14日 - 外国通貨の両替および旅行小切手の売買に関する業務取扱を開始。
- 2007年（平成19年）10月1日 - 民営化に伴い、併設された郵便事業北条支店に一部業務を移管。
- 2012年（平成24年）10月1日 - 日本郵便株式会社発足に伴い、郵便事業北条支店を北条郵便局に統合。

## 取扱内容
- 郵便、印紙、ゆうパック、内容証明
- 貯金、為替、振替、振込、国際送金、国債、投資信託
- 生命保険、バイク自賠責保険、自動車保険
- ゆうちょ銀行ATM（管轄はゆうちょ銀行松山支店）
- 「799-24xx」区域（松山市（旧北条市域＝九川（くがわ）を除く）の集配業務
- ゆうゆう窓口

## 周辺
- 松山市役所北条支所
- 聖カタリナ大学
- 愛媛県立北条高等学校
- 松山市立北条北中学校
- 松山市立北条小学校
- 国道196号

## アクセス
- JR予讃線 伊予北条駅から東へ700m（徒歩約11分）
- 伊予鉄バス 聖カタリナ短大前下車すぐ
- 駐車場あり：18台